# 比爾岩
比爾岩（英語：Bill Rock），是南極洲的岩石，位於南喬治亞群島，處於格拉斯島南端以東0.6公里的斯特羅姆內斯灣，在1928年由英國研究隊繪入地圖和命名，由英國海外領土管轄。